# Harpactea babori
Harpactea babori är en spindelart som först beskrevs av Josef Nosek 1905.  Harpactea babori ingår i släktet Harpactea och familjen ringögonspindlar.
Artens utbredningsområde är Turkiet. Inga underarter finns listade i Catalogue of Life.